# Raorchestes kaikatti
Raorchestes kaikatti é uma espécie de anfíbio anuro da família Rhacophoridae. Está presente na Índia. A UICN classificou-a como em perigo crítico.